# Kurtbağı, Arsuz
Kurtbağı là một xã thuộc huyện Arsuz, tỉnh Hatay, Thổ Nhĩ Kỳ. Dân số thời điểm năm 2011 là 860 người.